# Кубок Микронезии по футболу
Кубок Микронезии — международный футбольный турнир, проводившийся между сборными командами стран Микронезии.
На самом деле международным турнир являлся только в 1998 году во время первого розыгрыша, в котором участвовали четыре сборные — Гуам, Палау, Палау-В, Северные Марианские острова и команды штатов Федеративных Штатов Микронезии — Понпеи и Яп. Все последующие розыгрыши являлись внутренним чемпионатом между сборными штатов Федеративных Штатов Микронезии. В 1999 году, чтобы провести более менее представительный турнир, пришлось в итоге заявить на турнир команду состоящую из игроков различных стран, служащих иностранных компаний в Федеративных Штатов Микронезии, которую назвали «Крестоносцы» (в оригинале «Крузейдерс»). После третьего розыгрыша Кубка Микронезии турнир больше не проводился.
| Год  | Место проведения             | Финальная игра                | Финальная игра | Финальная игра | Матч за 3-е место           | Матч за 3-е место | Матч за 3-е место |
| Год  | Место проведения             | Победитель                    | Счет           | 2-е место      | 3-е место                   | Счет              | 4-е место         |
| ---- | ---------------------------- | ----------------------------- | -------------- | -------------- | --------------------------- | ----------------- | ----------------- |
| 1998 | Палау, Корор                 | Северные Марианские острова   | 3 — 0          | Гуам           | Палау                       | 6 — 3             | Палау 2           |
| 1999 | Федерат. Штаты Микронезии Яп | Федеративные Штаты Микронезии | 4 — 1          | Крестоносцы    | Северные Марианские острова |                   |                   |
| 2000 | Федерат. Штаты Микронезии Яп | Яп                            | 2 — 1          | Чуук           | Понпеи                      |                   |                   |

## Розыгрыши

### 1998 — I Кубок Микронезии
Первый Кубок Микронезии проводился с 28 июля по 3 августа 1998 года в Короре (Палау) как часть IV Международных спортивных игр стран Микронезии. Турнир был проведен в Короре, бывшей столице республики Палау. Все матчи прошли на Легкоатлетическом стадионе Палау.

#### Участники
- Гуам
- Палау
- Палау 2
- Понпеи (штат Федеративных Штатов Микронезии)
- Северные Марианские острова
- Яп (штат Федеративных Штатов Микронезии)

#### Групповой раунд
По результатам однокругового турнира команды занявшие 1 — 2 место вышли в финал, 3 — 4 место разыграли бронзу турнира, 5 — 6 место сыграли за итоговое 5-е место.
| Команда                        | И | В | Н | П | Мячи    | Очки |
| ------------------------------ | - | - | - | - | ------- | ---- |
| 1. Гуам                        | 5 | 5 | 0 | 0 | 52 − 4  | 15   |
| 2. Северные Марианские острова | 5 | 4 | 0 | 1 | 40 − 5  | 12   |
| 3. Палау 2                     | 5 | 3 | 0 | 2 | 30 − 20 | 9    |
| 4. Палау                       | 5 | 2 | 0 | 3 | 26 − 40 | 6    |
| 5. Яп                          | 5 | 1 | 0 | 4 | 4 − 39  | 3    |
| 6. Понпеи                      | 5 | 0 | 0 | 5 | 3 − 47  | 0    |

#### Результаты матчей группового раунда
- Гуам — Северные Марианские острова — 2:1 — 30 июля
- Гуам — Палау 2 — 4:0
- Гуам — Палау — 15:2 — 1 августа
- Гуам — Яп — 15:0
- Гуам — Понпеи — 16:1
- Северные Марианские острова — Палау 2 — 8:0
- Северные Марианские острова — Палау — 11:2 — 2 августа
- Северные Марианские острова — Яп — 8:0
- Северные Марианские острова — Понпеи — 12:1
- Палау 2 — Палау — 12:8
- Палау 2 — Яп — 9:0
- Палау 2 — Понпеи — 9:0
- Палау — Яп — 7:1
- Палау — Понпеи — 7:1
- Яп — Понпеи — 3:0

#### Плей — офф
- Матч за 5-е место, 3 августа
  - Яп — Понпеи — 5:4

- Матч за 3-е место, 3 августа
  - Палау 2 — Палау — 3:6

#### Финал
3 августа
- Гуам — Северные Марианские о-ва — 0:3

Голы: Чарльз Кево, Крис Гуерреро — 2

#### Статистика турнира
- В 18 матчах турнира было забито 176 голов (в среднем 9. 78 гола за игру).
- Лучший бомбардир: Низамуддин (Палау 2) — 13 голов.
- Самый ценный игрок — Метт Напути (Гуам).

### 1999 — II Кубок Микронезии
Второй Кубок Микронезии состоялся в период с 12 по 19 июля в штате Яп Федеративных Штатов Микронезии. Первоначально планировалось что в турнире будут участвовать 6 команд, но половина из них от участия отказалась, в итоге на турнир была заявлена команда состоящая из игроков различных стран, служащих иностранных компаний в Федеративных Штатов Микронезии («Крузейдерс»/«Крестоносцы»).

#### Участники
- «Крузейдерс»/«Крестоносцы»
- Северные Марианские острова
- Федеративные Штаты Микронезии

#### Групповой раунд
По результатам однокругового турнира команды занявшие 1 — 2 место вышли в финал.
| Команда                          | И | В | Н | П | Мячи   | Очки |
| -------------------------------- | - | - | - | - | ------ | ---- |
| 1. Федеративные Штаты Микронезии | 2 | 2 | 0 | 0 | 11 − 1 | 6    |
| 2. Крестоносцы                   | 1 | 0 | 0 | 1 | 1 − 4  | 0    |
| 3. Северные Марианские острова   | 1 | 0 | 0 | 1 | 0 − 7  | 0    |

12 июля
- Федеративные Штаты Микронезии — Северные Марианские острова — 7:0

? июля
- Северные Марианские острова — Крестоносцы — игра не состоялась

? июля
- Федеративные Штаты Микронезии — Крестоносцы — 4:1

#### Финал
19 июля
- Федеративные Штаты Микронезии — Крестоносцы — 14:1

#### Статистика турнира
- В 3 матчах турнира было забито 27 голов (в среднем 9 голов за игру).
- Лучший бомбардир: Питер Пауль Иджесумаль (Федеративные Штаты Микронезии) — 11 голов.
- Самый ценный игрок — Джейсон Гадждусек (Федеративные Штаты Микронезии).

### 2000 — III Кубок Микронезии
Третий Кубок Микронезии проводился с 23 по 27 июля 2000 года в рамках Спортивного фестиваля Федеративных Штатов Микронезии (не путать с играми стран Микронезии), в штате Яп. Все матчи прошли на футбольном поле штата Яп. Ввиду отсутствия команд других стран Микронезии, этот турнир фактически являлся чемпионатом Федеративных Штатов Микронезии (отсутствовала только сборная 4-го штата — Косраэ).

#### Участники
- Понпеи
- Чуук
- Яп

#### Групповой раунд
По результатам однокругового турнира команды занявшие 1 — 2 место вышли в финал.
| Команда   | И | В | Н | П | Мячи  | Очки |
| --------- | - | - | - | - | ----- | ---- |
| 1. Яп     | 2 | 1 | 1 | 0 | 6 − 1 | 4    |
| 2. Чуук   | 2 | 1 | 0 | 1 | 2 − 6 | 3    |
| 3. Понпеи | 2 | 0 | 1 | 1 | 2 − 3 | 1    |

23 июля
- Яп — Чуук — 5:0

24 июля
- Понпеи — Яп — 1:1

25 июля
- Чуук — Понпеи — 2:1

#### Финал
27 июля
- Яп — Чуук — 2:1

## Участие в турнире

### 2 раза
- Понпеи (штат Федеративных Штатов Микронезии)
- Северные Марианские острова
- Яп (штат Федеративных Штатов Микронезии)

### 1 раз
- Гуам
- Крестоносцы
- Палау
- Палау 2
- Федеративные Штаты Микронезии
- Чуук (штат Федеративных Штатов Микронезии)